# Монне де Лорбо, Луи де
Луи Монне де Лорбо (1 января 1766, Мугон, Дё-Севр — 8 июня 1819, Париж) — французский военачальник, дивизионный генерал (1803).

## Биография
С 1789 года служил в только что созданной Национальной гвардии Франции, но только в 1792 попал в боевую часть: записался в батальон волонтёров Севра и Шаранты, и был избран капитаном. Несколько лет прослужил в Вандее, где зарекомендовал себя отважным офицером. Монне де Лорбо отличился во многих боях с вандейцами, и особенно — в деле при Сен-Дени; командовал одной из адских колонн, отправленных для преследования Шаретта.
Монне де Лорбо оставался в Вандее до 1796 года, после чего был переведён в Гельветическую армию, где особенно отличился при штурме Сьона. Затем он сражается под началом генерала Брюна (будущего маршала) против австрийцев, проявив храбрость в боях при Адидже и при Вероне. Когда французская армия оказалась заперта в Мантуе, Монне де Лорбо участвовал в обороне, но после капитуляции гарнизона был взят в плен.

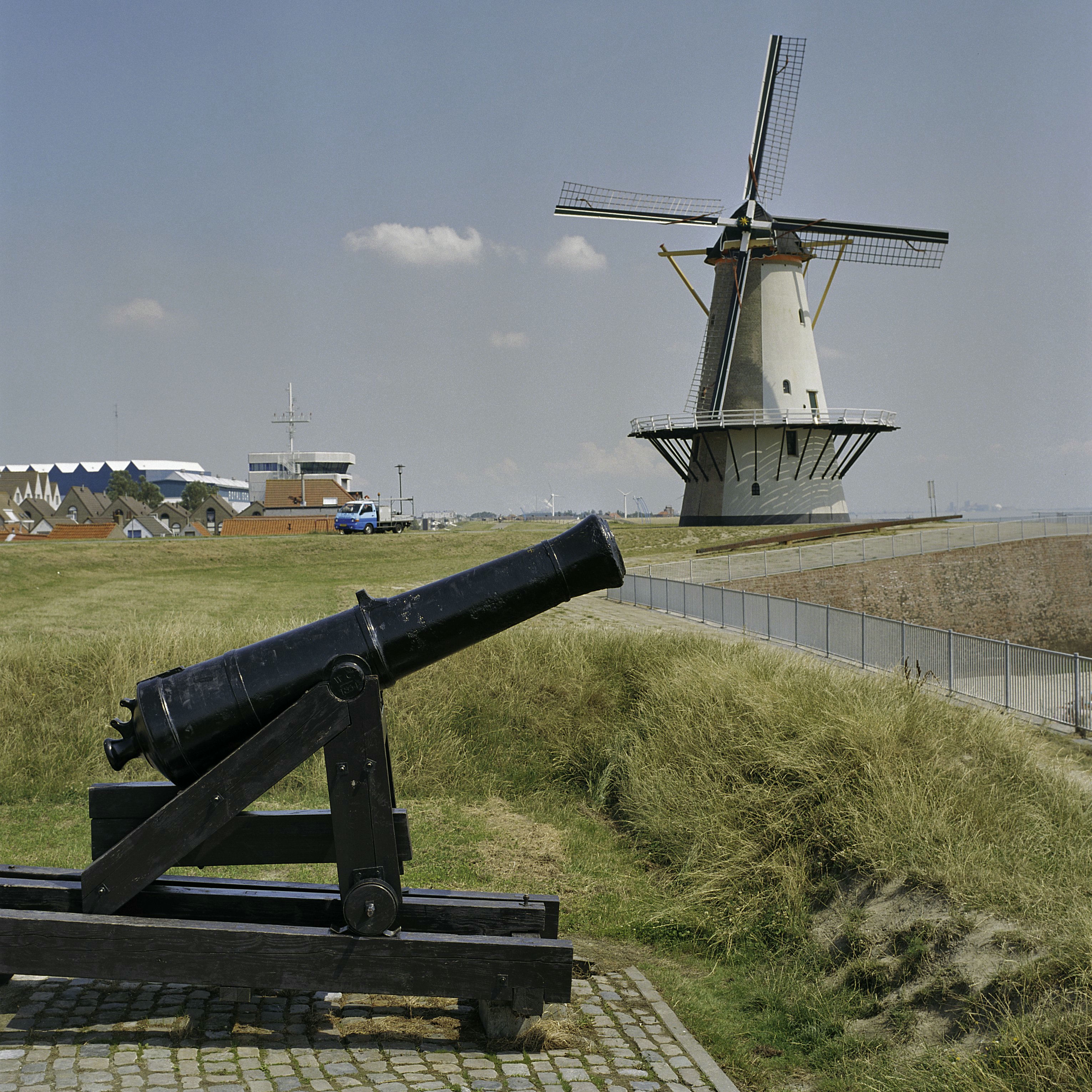
Вид острова Вальхерен. Наши дни.

Однако, уж следующем году он вернулся во Францию, и был утверждён в чине бригадного генерала (18 октября 1800 года). Он перешёл в Обсервационный корпус Жиронды, который был послан оказать поддержку испанской армии против Португалии в так называемой Апельсиновой войне.
С 31 марта 1803 года генерал Монне де Лорбо служил в Голландии. Поскольку должна была вот-вот разразиться война между Францией и Англией, Наполеон приказал Монне до Лорбо вступить в должность коменданта крепости Флиссинген и острова Вальхерен, с приказом максимально укрепить крепость. И не зря. 9 июля 1809 года поступил сигнал о том, что английский флот из 4 боевых кораблей и 130 транспортов высадил почти 20 000 солдат севернее Вальхерена.
При высадке англичанами был задействован корабль HMS «Galgo» (англ.), бывший торговый шлюп, переоборудованный для стрельбы ракетами Конгрива. Этот парусный деревянный «ракетный корабль» использовался при бомбардировке французских позиций, которая предшествовала высадке. Примитивные по конструкции зажигательные ракеты вызвали на стороне обороняющихся хаос, панику и пожар.
Вопреки ожиданиям Наполеона, Монне де Лорбо не смог помешать высадке англичан и, более того, сам попал к ним в плен. В плену он, между прочим, выразил лорд Четэму официальный протест против использования ракет, как неподобающего оружия. Взбешённый Наполеон отдал генерала под суд, который обвинил его в трусости и измене, и заочно приговорил к смертной казни.
Монне де Лорбо, однако, вернулся во Францию из плена только в мае 1814 года, после первого отречения Наполеона и возвращения Бурбонов; после чего счёл нужным официально просить о пересмотре дела. Новый военный министр, генерал Дюпон, сам находившийся при Наполеоне под следствием за неоправданную обстоятельствами сдачу в плен, обратился к королю Людовику XVIII с докладом об этом деле и предложил восстановить генерала Монне де Лорбо в списке действующих генералов и снять секвестр, наложенный на его имущество. Король не нашёл причины возражать: Монне де Лорбо был восстановлен в чине, стал кавалером ордена Святого Людовика и был возведён в баронское достоинство.
Вернувшись во Францию в 1815 году (Сто дней), Наполеон не забыл приказать исключить Монне де Лорбо из списка генералов, однако решил не приводить в исполнение смертный приговор. Повторно восстановленный в чине после Второй реставрации Бурбонов, дивизионный генерал Монне де Лорбо скончался в Париже 8 июня 1819 года.